# Mini (BMW)

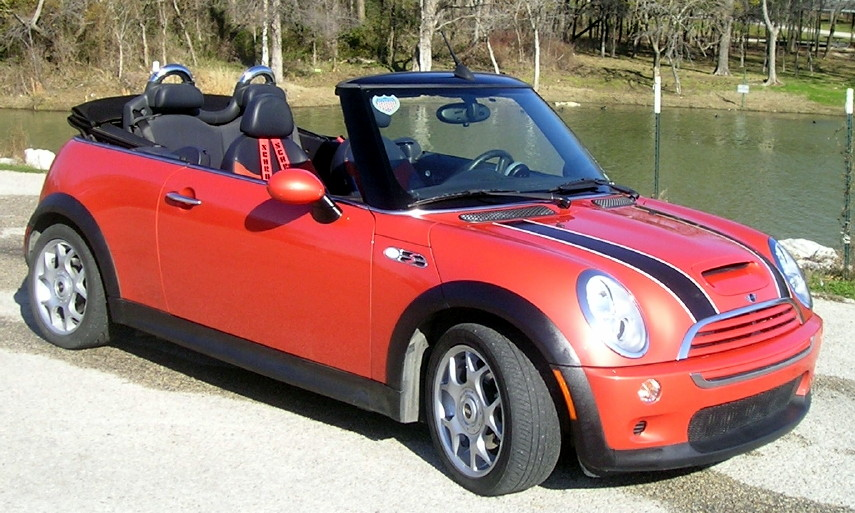
Mini Cooper S

 El Mini és un automòbil del segment B produït pel fabricant alemany BMW des de l'any 2001. El seu disseny retro està inspirat en el Mini original, que va ser llançat al mercat el 1959. El Mini no es ven sota la marca BMW, sinó de manera independent, i es fabrica a Oxford, Anglaterra. El prototip va ser presentat al públic en el Saló de l'Automòbil de París de 2000. El Mini va ser reestilitzat al novembre de 2006, el que a més de canvis estètics va significar un recanvi de tots els motors i millores en la seguretat passiva. Mentre que la línia prèvia va rebre 25 punts i quatre estrelles en la prova de protecció a adults en xocs de EuroNCAP, la gamma nova va ser atorgada amb 33 punts i cinc estrelles, actualment el segon turisme més curt a rebre aquestes últimes després del Fiat Nuova 500.

## Carrosseries
El Mini es va començar a fabricar amb carrosseries hatchback de tres portes i descapotable de dues portes. A diferència del Mini original, el hatchback actual té una porta del darrere tradicional, que s'obre cap amunt i inclou a la lluneta del darrere. Una variant familiar va ser vista com a prototip en els salons de Frankfurt ("Mini Concept Frankfurt") i Tòquio ("Mini Concept Tòquio") de 2006 i Detroit de 2007 ("Mini Concept Detroit"), i després va ser presentada oficialment en el saló de Frankfurt de 2007 amb el nom "Clubman" i posada a la venda aquest any. Té una porta lateral del costat esquerre i dos en el costat dret (tant en les unitats amb volant a l'esquerra com a la dreta, i la porta del darrere és de dues fulles d'obertura cap als costats, com en una furgoneta.

## Mecànica
Igual que el Mini original, aquest té motor davanter transversal de quatre cilindres i tracció davantera. Segons la motorització i l'any, existeix amb caixes del canvi manual de cinc o sis relacions i automàtica de sis marxes. Inicialment, les motoritzacions eren un gasolina de 1.6 litres de cilindrada i quatre vàlvules per cilindre en variants atmosfèrica de 90 CV de potència màxima ("One") i 115 CV ("Cooper") i amb compressor i 163 CV, després 170 CV ("Cooper S"). A Portugal i Grècia, el "One" tenia una cilindrada reduïda a 1.4 litres i una potència màxima de 75 CV, per a rebre beneficis fiscals. El dièsel ("One D") era un 1.4 litres amb injecció directa common-rail d'origen Toyota, inicialment amb turbocompressor de geometria fixa i 75 CV i després de geometria variable i 88 CV. Després de la reestilització, tots els motors van ser reemplaçats. Els gasolina van ser desenvolupats en conjunt per BMW i el Grup PSA, i tenen quatre vàlvules per cilindre i distribució variable. El "One" incorpora un motor de 1.4 litres de cilindrada d'injecció indirecta i 95 CV, i els "Cooper" i "Cooper S" posseeixen un 1.6 litres, el primer amb injecció indirecta i 120 CV, i el segon amb injecció directa, turbocompressor i 175 CV. El Dièsel ("Cooper D") és d'origen PSA i té 1.6 litres de cilindrada, turbocompressor de geometria variable, injecció directa common-rail, intercooler, quatre vàlvules per cilindre i 109 CV de potència màxima.